# Олена О'Лір
Олена О'Лір (справжнє ім'я Бросаліна Олена Геннадіївна; нар. 1976) — українська поетеса, перекладачка, літературознавиця, кандидатка філологічних наук, авторка численних статей про поетів української діаспори. Перекладала ірландську англомовну поезію, англійських поеток XIX століття, прозу та поезію Дж. Р. Р. Толкіна тощо. Учениця письменника, перекладача, літературознавця, послідовника київських неокласиків Ігоря Качуровського. Учасниця літературно-мистецького стоваришення «Рівнодення».

## Освіта
- 1999 — закінчила філологічний факультет Київського національного університету імені Тараса Шевченка.
- 2003 — захистила кандидатську дисертацію на здобуття наукового ступеня кандидата філологічних наук на тему «Художньо-естетичні засади неокласицизму і творчість Михайла Ореста та Ігоря Качуровського»[2].